# Ordes (Orense)
Ordes (llamada oficialmente Santa María de Ordes) es una parroquia y una aldea del municipio español de Rairiz de Veiga, en la provincia de Orense, Galicia.

## Organización territorial
La parroquia está formada por veinte entidades de población:
- Amiadelo
- Ancibiñal (Anciviñal)
- Campo de Lama
- Carballal
- Celme
- Eidos de Limia
- Espiñeiro
- Fondevila
- Forxás
- Iglesario (O Igrexario)
- Martices
- Maus (As Maus)
- Ordes
- Peiguda (Peaguda)
- Pegas
- Penelas
- Rañoa (A Rañoá)
- Raposeiras (As Raposeiras)
- Rial (O Rial)
- Telleira (A Telleira)

## Demografía

### Parroquia
| Gráfica de evolución demográfica de Ordes (parroquia) entre 2000 y 2023 |
|                                                                         |
| Datos según el nomenclátor publicado por el INE.                        |

### Aldea
| Gráfica de evolución demográfica de Ordes (aldea) entre 2000 y 2023 |
|                                                                     |
| Datos según el nomenclátor publicado por el INE.                    |